# Listă de filme științifico-fantastice din anii 2010
Aceasta este o listă de filme științifico-fantastice notabile din anii 2010.

## Listă de filme
| 2010 • 2011 • 2012 • 2013 • 2014 • 2015 • 2016 • 2017 • 2018 • 2019 |                                                   | | |                                        |
| 2010                                                                |                                                   | | |                                        |
| Titlu                                                               | Regizor                                           | Distribuția | Țara | Note                                   |
| Altitude                                                            | Kaare Andrews                                     | Jessica Lowndes, Julianna Guill, Ryan Donowho | Canada | Groază                                 |
| Alien vs Ninja                                                      | Seiji Chiba                                       | Shuuji Kashiwabara, Ben Hiura | Japonia | Acțiune                                |
| Arctic Blast                                                        | Brian Trenchard-Smith                             | Michael Shanks, Alan Andrews, Alexandra Davies | Australia · Canada                                                                                         | Disaster Thriller                      |
| Beyond the Black Rainbow                                            | Panos Cosmatos                                    | Michael Rogers, Eva Allan | Canada | Mister Thriller                        |
| The Book of Eli                                                     | Albert Hughes, Allen Hughes                       | Denzel Washington, Gary Oldman, Mila Kunis | Statele Unite ale Americii                                                                                 | Postapocaliptic                        |
| The Crazies                                                         | Breck Eisner                                      | Timothy Olyphant, Radha Mitchell, Joe Anderson | Statele Unite ale Americii                                                                                 | Groază                                 |
| Daybreakers                                                         | Peter Spierig, Michael Spierig                    | Ethan Hawke, Willem Dafoe, Sam Neill | Statele Unite ale Americii                                                                                 | Vampire Thriller                       |
| Denizen                                                             | J.A. Steel                                        | J.A. Steel, Julie Corgill, Glen Jensen, Ben Bayless | Statele Unite ale Americii                                                                                 | Acțiune Groază                         |
| Despicable Me                                                       | Pierre Coffin Chris Renaud                        | Steve Carell (Gru), Miranda Cosgrove (Margo), Dana Gaier (Edith), Elsie Fisher (Agnes), Pierre Coffin Chris Renaud, Jemaine Clement (Gru's Minions)                                     | Statele Unite ale Americii                                                                                 | Family-oriented crime Comedie          |
| The Disappearance of Haruhi Suzumiya                                | Tatsuya Ishihara, Yasuhiro Takemoto               | Aya Hirano, Tomokazu Sugita, Minori Chihara, Yūko Gotō, Daisuke Ono | Japonia | Anime Dramatic                         |
| Downstream                                                          | Simone Bartesaghi, Philip Kim                     | Jonathon Trent, Jono Roberts | Statele Unite ale Americii                                                                                 | Postapocaliptic Acțiune                |
| Enthiran                                                            | S. Shankar                                        | Rajinikanth, Aishwarya Rai | India | Acțiune adventure                      |
| Future X-Cops                                                       | Wong Jing                                         | Andy Lau, Xu Jiao, Barbie Hsu | Republica Populară Chineză · Hong Kong · Taiwan                                                            | Time travel                            |
| Growth                                                              | Gabriel Cowan                                     | Mircea Monroe | Statele Unite ale Americii                                                                                 | Groază                                 |
| Hot Tub Time Machine                                                | Sean Anders, John Morris                          | Rob Corddry, John Cusack | Statele Unite ale Americii                                                                                 | Comedy                                 |
| Hunter Prey                                                         | Sandy Collora                                     | Clark Bartram, Damion Poitier, Isaac C. Singleton Jr. | Statele Unite ale Americii                                                                                 | Thriller                               |
| Inception                                                           | Christopher Nolan                                 | Leonardo DiCaprio, Ken Watanabe, Joseph Gordon-Levitt | Statele Unite ale Americii · Regatul Unit al Marii Britanii și al Irlandei de Nord                         | Acțiune Thriller                       |
| Iron Man 2                                                          | Jon Favreau                                       | Robert Downey, Jr., Gwyneth Paltrow, Don Cheadle | Statele Unite ale Americii                                                                                 | Superhero                              |
| Kaboom                                                              | Gregg Araki                                       | Thomas Dekker, Juno Temple, Haley Bennett | Franța · Statele Unite ale Americii                                                                        | Comedy Mister                          |
| Die kommenden Tage                                                  | Lars Kraume                                       | Bernadette Heerwagen, Johanna Wokalek, Daniel Brühl, August Diehl | Germania                                                                                                   | Near-future Dramatic                   |
| Mardock Scramble: The First Compression                             | Susumu Kudo                                       | | Japonia | Anime film                             |
| Megamind                                                            | Tom McGarth                                       | Will Ferrell (Megamind), Brad Pitt (Metro Man), Tina Fey (Roxanne Rithi) | Statele Unite ale Americii                                                                                 | Family-oriented Acțiune Comedie        |
| Monsters                                                            | Gareth Edwards                                    | Scoot McNairy, Whitney Able | Regatul Unit al Marii Britanii și al Irlandei de Nord                                                      | Romantic drama                         |
| Mutant Girls Squad                                                  | Noboru Iguchi, Yoshihiro Nishimura, Tak Sakaguchi | Yumi Sugimoto, Yuko Takayama, Suzuka Morita | Japonia | Acțiune                                |
| Never Let Me Go                                                     | Mark Romanek                                      | Keira Knightley, Carey Mulligan, Andrew Garfield | Regatul Unit al Marii Britanii și al Irlandei de Nord                                                      | Dystopian Dramatic                     |
| Predators                                                           | Nimród Antal                                      | Adrien Brody, Topher Grace, Laurence Fishburne | Statele Unite ale Americii                                                                                 | Groază                                 |
| Repo Men                                                            | Miguel Sapochnik                                  | Jude Law, Liev Schreiber, Forest Whitaker | Statele Unite ale Americii                                                                                 | Acțiune Thriller                       |
| Resident Evil: Afterlife                                            | Paul W.S. Anderson                                | Milla Jovovich, Ali Larter, Spencer Locke | Germania · Regatul Unit al Marii Britanii și al Irlandei de Nord · Statele Unite ale Americii              | Acțiune Groază                         |
| Shank                                                               | Mo Ali                                            | Adam Deacon, Bashy, Kaya Scodelario | Regatul Unit al Marii Britanii și al Irlandei de Nord                                                      | Acțiune                                |
| Skyline                                                             | Colin Strause, Greg Strause                       | Donald Faison, Eric Balfour, Scottie Thompson | Statele Unite ale Americii                                                                                 | Alien invasion Thriller                |
| Space Battleship Yamato                                             | Takashi Yamazaki                                  | Takuya Kimura, Koyuki, Hiroyuki Ikeuchi, Naoto Takenaka | Japonia | Acțiune adventure                      |
| Tron: Legacy                                                        | Joseph Kosinski                                   | Jeff Bridges, Garrett Hedlund, Olivia Wilde | Statele Unite ale Americii                                                                                 | Acțiune adventure                      |
| Universal Soldier: Regeneration                                     | John Hyams                                        | Jean-Claude Van Damme, Dolph Lundgren | Statele Unite ale Americii                                                                                 | Acțiune                                |
| Womb                                                                | Benedek Fliegauf                                  | Eva Green, Matt Smith | Germania                                                                                                   | Romantic Dramatic                      |
| 2011                                                                |                                                   | | |                                        |
| Titlu                                                               | Regizor                                           | Distribuția | Țara | Sub-gen/Note                           |
| 51                                                                  | Jason Connery                                     | Bruce Boxleitner, John Shea | Statele Unite ale Americii                                                                                 | Groază                                 |
| 6 zile pe Pământ                                                    | Varo Venturi                                      | Massimo Poggio, Laura Glavan și Marina Kazankova | Italia | Răpire extraterestră                   |
| 7aam Arivu                                                          | A. R. Murugadoss                                  | Surya Sivakumar, Shruti Haasan | India | Thriller                               |
| The Adjustment Bureau                                               | George Nolfi                                      | Matt Damon, Emily Blunt | Statele Unite ale Americii                                                                                 | Romantic Thriller                      |
| Another Earth                                                       | Mike Cahill                                       | William Mapother, Brit Marling | Statele Unite ale Americii                                                                                 | Drama                                  |
| Apollo 18                                                           | Gonzalo López-Gallego                             | Lloyd Owen, Warren Christie | Statele Unite ale Americii                                                                                 | Groază                                 |
| Area Q                                                              | Gerson Sanginitto                                 | Isaiah Washington, Murilo Rosa, Tania Khalill | Brazilia · Statele Unite ale Americii                                                                      | Thriller                               |
| Atlas Shrugged: Part I                                              | Paul Johansson                                    | Taylor Schilling, Grant Bowler | Statele Unite ale Americii                                                                                 | Mister Dramatic                        |
| Attack the Block                                                    | Joe Cornish                                       | Nick Frost, Jodie Whittaker | Regatul Unit al Marii Britanii și al Irlandei de Nord                                                      | Acțiune Groază                         |
| Battle: Los Angeles                                                 | Jonathan Liebesman                                | Aaron Eckhart, Michelle Rodriguez, Michael Peña, Bridget Moynahan | Statele Unite ale Americii                                                                                 | Alien invasion                         |
| Captain America: The First Avenger                                  | Joe Johnston                                      | Chris Evans, Hugo Weaving, Samuel L. Jackson | Statele Unite ale Americii                                                                                 | Superhero                              |
| Contagion                                                           | Steven Soderbergh                                 | Matt Damon, Gwyneth Paltrow, Marion Cotillard, Kate Winslet, Jude Law | Statele Unite ale Americii                                                                                 | Acțiune Thriller                       |
| Cowboys & Aliens                                                    | Jon Favreau                                       | Daniel Craig, Olivia Wilde, Harrison Ford, Sam Rockwell | Statele Unite ale Americii                                                                                 | Western                                |
| The Darkest Hour                                                    | Chris Gorak                                       | Olivia Thirlby, Emile Hirsch | Statele Unite ale Americii                                                                                 | Acțiune Groază                         |
| EVA                                                                 | Kike Maíllo                                       | Daniel Brühl, Marta Etura, Alberto Ammann | Spania | Drama                                  |
| Extraterrestre                                                      | Nacho Vigalondo                                   | Michelle Jenner, Carlos Areces, Julián Villagrán, Raúl Cimas | Spania | Drama                                  |
| Gantz                                                               | Shinsuke Sato                                     | Kazunari Ninomiya, Ken'ichi Matsuyama | Japonia | Acțiune Groază                         |
| Gantz: Perfect Answer                                               | Shinsuke Sato                                     | Kazunari Ninomiya, Ken'ichi Matsuyama | Japonia | Acțiune Groază                         |
| Generation P                                                        | Victor Ginzburg                                   | Vladimir Epifancev, Mixail Efremov, Andrei Fomin | Rusia | Comedy Dramatic                        |
| Green Lantern                                                       | Martin Campbell                                   | Ryan Reynolds, Mark Strong, Peter Sarsgaard | Statele Unite ale Americii                                                                                 | Superhero                              |
| Hanna                                                               | Joe Wright                                        | Saoirse Ronan, Eric Bana, Cate Blanchett | Germania · Regatul Unit al Marii Britanii și al Irlandei de Nord · Statele Unite ale Americii              | Transhumanist Acțiune Thriller         |
| Hell                                                                | Tim Fehlbaum                                      | Hannah Herzsprung, Lars Eidinger, Stipe Erceg | Germania · Elveția                                                                                         | Postapocaliptic                        |
| I Am Number Four                                                    | D. J. Caruso                                      | Timothy Olyphant, Alex Pettyfer, Teresa Palmer, Dianna Agron | Statele Unite ale Americii                                                                                 | Acțiune Thriller                       |
| In Time                                                             | Andrew Niccol                                     | Justin Timberlake, Olivia Wilde, Amanda Seyfried | Statele Unite ale Americii                                                                                 | Thriller                               |
| Limitless                                                           | Neil Burger                                       | Bradley Cooper, Abbie Cornish, Robert De Niro | Statele Unite ale Americii                                                                                 | Mister Thriller                        |
| Love                                                                | William Eubank                                    | Gunner Wright | Statele Unite ale Americii                                                                                 | Drama                                  |
| Mardock Scramble: The Second Combustion                             | Susumu Kudo                                       | | Japonia | Anime film                             |
| Mars Needs Moms                                                     | Simon Wells                                       | Seth Green, Joan Cusack, Elisabeth Harnois | Statele Unite ale Americii                                                                                 | Animated Acțiune Comedie               |
| Paul                                                                | Greg Mottola                                      | Simon Pegg, Nick Frost, Seth Rogen | Regatul Unit al Marii Britanii și al Irlandei de Nord · Statele Unite ale Americii                         | Comedy                                 |
| Phase 7                                                             | Nicolás Goldbart                                  | Daniel Hendler, Jazmín Stuart, Federico Luppi | Argentina                                                                                                  | Comedy Thriller                        |
| Priest                                                              | Scott Stewart                                     | Paul Bettany, Karl Urban, Lily Collins | Statele Unite ale Americii                                                                                 | Acțiune Groază                         |
| The Prodigies                                                       | Antoine Charreyron                                | Jeffrey Evan Thomas, Lauren Ashley Carter, Moon Dailly | Franța | Animated                               |
| Quarantine 2: Terminal                                              | John Pogue                                        | Mercedes Masöhn, Josh Cooke | Statele Unite ale Americii                                                                                 | Groază                                 |
| Ra.One                                                              | Anubhav Sinha                                     | Shah Rukh Khan, Arjun Rampal, Kareena Kapoor | India | Acțiune superhero                      |
| Real Steel                                                          | Shawn Levy                                        | Hugh Jackman, Evangeline Lilly | Statele Unite ale Americii                                                                                 | Acțiune                                |
| Rise of the Planet of the Apes                                      | Rupert Wyatt                                      | James Franco, Andy Serkis | Statele Unite ale Americii                                                                                 | Acțiune Dramatic                       |
| Source Code                                                         | Duncan Jones                                      | Jake Gyllenhaal, Vera Farmiga, Michelle Monaghan, Jeffrey Wright | Franța · Statele Unite ale Americii                                                                        | Thriller                               |
| Super 8                                                             | J. J. Abrams                                      | Joel Courtney, Elle Fanning, Kyle Chandler | Canada · Statele Unite ale Americii                                                                        | Mister Thriller                        |
| The Thing                                                           | Matthijs van Heijningen Jr.                       | Mary Elizabeth Winstead, Joel Edgerton | Statele Unite ale Americii                                                                                 | Groază                                 |
| Transformers: Dark of the Moon                                      | Michael Bay                                       | Shia LaBeouf, Rosie Huntington-Whiteley, Tyrese Gibson | Statele Unite ale Americii                                                                                 | Acțiune                                |
| X-Men: First Class                                                  | Matthew Vaughn                                    | James McAvoy, Michael Fassbender | Statele Unite ale Americii                                                                                 | Superhero                              |
| 2012                                                                |                                                   | | |                                        |
| Titlu                                                               | Regizor                                           | Distribuția | Țara | Sub-gen/Note                           |
| 009 Re:Cyborg                                                       | Kenji Kamiyama                                    | | Japonia | Anime film                             |
| Alien Origin                                                        | Mark Atkins                                       | Chelsea Vincent, Peter Pedrero, Philip Coc, Trey McCurley, Daniela Flynn | Statele Unite ale Americii                                                                                 | Groază                                 |
| The Amazing Spider-Man                                              | Marc Webb                                         | Andrew Garfield, Emma Stone, Rhys Ifans | Statele Unite ale Americii                                                                                 | Superhero                              |
| The Avengers                                                        | Joss Whedon                                       | Robert Downey, Jr., Chris Evans, Scarlett Johansson | Statele Unite ale Americii                                                                                 | Superhero                              |
| Battleship                                                          | Peter Berg                                        | Taylor Kitsch, Alexander Skarsgård, Liam Neeson | Statele Unite ale Americii                                                                                 | Acțiune Thriller                       |
| Branded                                                             | Jamie Bradshaw, Alexander Doulerain               | Ed Stoppard, Leelee Sobieski, Jeffrey Tambor, Max von Sydow | Rusia · Statele Unite ale Americii                                                                         |                                        |
| Chronicle                                                           | Josh Trank                                        | Michael B. Jordan, Dane DeHaan, Michael Kelly, Alex Russell | Statele Unite ale Americii                                                                                 | Acțiune Dramatic                       |
| Cloud Atlas                                                         | Tom Tykwer, The Wachowskis                        | Tom Hanks, Halle Berry, Hugh Grant, Susan Sarandon | Germania · Statele Unite ale Americii                                                                      | 2 of the 6 stories are science fiction |
| Dredd                                                               | Pete Travis                                       | Karl Urban, Olivia Thirlby, Lena Headey | Regatul Unit al Marii Britanii și al Irlandei de Nord · Statele Unite ale Americii · India · Africa de Sud |                                        |
| The Divide                                                          | Xavier Gens                                       | Lauren German, Michael Biehn, Milo Ventimiglia, Rosanna Arquette | Canada · Germania · Statele Unite ale Americii                                                             | Drama Thriller                         |
| Grabbers                                                            | Jon Wright                                        | Richard Coyle, Ruth Bradley, Russell Tovey | Republica Irlanda                                                                                          |                                        |
| The Hunger Games                                                    | Gary Ross                                         | Jennifer Lawrence, Josh Hutcherson, Liam Hemsworth | Statele Unite ale Americii                                                                                 | Acțiune Dramatic                       |
| Iron Sky                                                            | Timo Vuorensola                                   | Julia Dietze, Götz Otto, Christopher Kirby, Udo Kier | Australia · Finlanda · Germania                                                                            | Comedy                                 |
| John Carter                                                         | Andrew Stanton                                    | Taylor Kitsch, Lynn Collins, Willem Dafoe | Statele Unite ale Americii                                                                                 | Acțiune adventure                      |
| Lockout                                                             | James Mather, Stephen St. Leger                   | Guy Pearce, Maggie Grace, Peter Stormare | Franța | Acțiune                                |
| Looper                                                              | Rian Johnson                                      | Bruce Willis, Joseph Gordon-Levitt, Emily Blunt | Statele Unite ale Americii                                                                                 |                                        |
| Mardock Scramble: The Third Exhaust                                 | Susumu Kudo                                       | | Japonia | Anime film                             |
| Mars et Avril                                                       | Martin Villeneuve                                 | Jacques Languirand, Caroline Dhavernas, Paul Ahmarani, Robert Lepage | Canada | Drama, Fantasy                         |
| Men in Black 3                                                      | Barry Sonnenfeld                                  | Will Smith, Tommy Lee Jones, Josh Brolin | Statele Unite ale Americii                                                                                 | Comedy                                 |
| Prometheus                                                          | Ridley Scott                                      | Noomi Rapace, Charlize Theron, Michael Fassbender | Regatul Unit al Marii Britanii și al Irlandei de Nord                                                      | Acțiune Groază                         |
| Resident Evil: Retribution                                          | Paul W.S. Anderson                                | Milla Jovovich, Sienna Guillory, Michelle Rodriguez | Germania · Regatul Unit al Marii Britanii și al Irlandei de Nord · Statele Unite ale Americii              |                                        |
| Robot & Frank                                                       | Jake Schreier                                     | Frank Langella, James Marsden, Peter Sarsgaard, Susan Sarandon | Statele Unite ale Americii                                                                                 |                                        |
| Safety Not Guaranteed                                               | Colin Trevorrow                                   | Aubrey Plaza, Mark Duplass, Jake Johnson | Statele Unite ale Americii                                                                                 | Comedy Dramatic                        |
| Seeking a Friend for the End of the World                           | Lorene Scafaria                                   | Steve Carell, Keira Knightley | Statele Unite ale Americii                                                                                 | Comedy Dramatic                        |
| Strange Frame                                                       | GB Hajim                                          | Claudia Black, Tim Curry | Statele Unite ale Americii                                                                                 | Cut-out_animation Musical              |
| Starship Troopers: Invasion                                         | Shinji Aramaki                                    | | Japonia · Statele Unite ale Americii                                                                       | Computer animation                     |
| Storage 24                                                          | Johannes Roberts                                  | Noel Clarke, Antonia Campbell-Hughes, Laura Haddock, Colin O'Donoghue | Regatul Unit al Marii Britanii și al Irlandei de Nord                                                      | [ 10 ]                                 |
| Total Recall                                                        | Len Wiseman                                       | Colin Farrell, Kate Beckinsale, Jessica Biel, Bryan Cranston | Statele Unite ale Americii                                                                                 | Cyberpunk Acțiune                      |
| Thermae Romae                                                       | Hideki Takeuchi                                   | Hiroshi Abe, Aya Ueto | Japonia | time travel Comedie                    |
| Upside Down                                                         | Juan Diego Solanas                                | Jim Sturgess, Kirsten Dunst | Canada · Franța                                                                                            |                                        |
| The Watch                                                           | Akiva Schaffer                                    | Ben Stiller, Vince Vaughn, Jonah Hill | Statele Unite ale Americii                                                                                 | Comedy                                 |
| 2013                                                                |                                                   | | |                                        |
| Titlu                                                               | Regizor                                           | Distribuția | Țara | Sub-gen/Note                           |
| After Earth                                                         | M. Night Shyamalan                                | Will Smith, Jaden Smith | Statele Unite ale Americii                                                                                 | Acțiune adventure                      |
| The A.R.K. Report                                                   | Shmuel Hoffman                                    | Katy Castaldi, Pascal Yen-Pfister, Ayden Crispe | Israel · Statele Unite ale Americii                                                                        | Acțiune                                |
| The Colony                                                          | Jeff Renfroe                                      | Laurence Fishburne, Bill Paxton, Kevin Zegers | Canada | Postapocaliptic                        |
| The Congress                                                        | Ari Folman                                        | Robin Wright, Harvey Keitel, Jon Hamm, Paul Giamatti | Israel · Germania · Polonia · Luxemburg · Belgia                                                           | Live Acțiune/animation                 |
| The Cosmonaut                                                       | Nicolás Alcalá                                    | Katrine De Candole, Leon Ockenden, David Barrass | Spania |                                        |
| Dark Skies                                                          | Scott Stewart                                     | Keri Russell, Josh Hamilton | Statele Unite ale Americii                                                                                 | Groază                                 |
| Despicable Me 2                                                     | Pierre Coffin Chris Renaud                        | Steve Carell (Gru), Kristen Wigg (Agent Lucy Wilde), Benjamin Bratt (Eduardo), Miranda Cosgrove (Margo), Dana Gaier (Edith), Elsie Kate Fisher (Agnes), Steve Coogan (Silas Ramsbottom) | Statele Unite ale Americii                                                                                 | Animated Comedie film                  |
| Elysium                                                             | Neill Blomkamp                                    | Matt Damon, Jodie Foster, Wagner Moura, Alice Braga, Sharlto Copley | Statele Unite ale Americii                                                                                 | Acțiune, Dramatic                      |
| Escape from Planet Earth                                            | Cal Brunker                                       | Brendan Fraser (Scorch Supernova), Jessica Alba (Lena), Rob Corddry (Gary Supernova), Sarah Jessica Parker (Kira Supernova)                                                             | Statele Unite ale Americii                                                                                 | Animated                               |
| Europa Report                                                       | Sebastián Cordero                                 | Sharlto Copley, Michael Nyqvist, Daniel Wu | Statele Unite ale Americii                                                                                 |                                        |
| Ender's Game                                                        | Gavin Hood                                        | Asa Butterfield, Abigail Breslin, Harrison Ford | Statele Unite ale Americii                                                                                 |                                        |
| G.I. Joe: Retaliation                                               | Jon M. Chu                                        | Dwayne Johnson, Bruce Willis, Channing Tatum | Statele Unite ale Americii                                                                                 | Acțiune                                |
| Gatchaman                                                           | Tōya Satō                                         | Tori Matsuzaka, Gō Ayano, Ayame Gouriki | Japonia | 24 august 2013                         |
| Gravity                                                             | Alfonso Cuarón                                    | Sandra Bullock, George Clooney | Statele Unite ale Americii · Regatul Unit al Marii Britanii și al Irlandei de Nord                         | 4 octombrie 2013                       |
| Her                                                                 | Spike Jonze                                       | Joaquin Phoenix, Scarlett Johansson | Statele Unite ale Americii                                                                                 |                                        |
| The Hunger Games: Catching Fire                                     | Francis Lawrence                                  | Jennifer Lawrence, Josh Hutcherson, Liam Hemsworth | Statele Unite ale Americii                                                                                 |                                        |
| The Host                                                            | Andrew Niccol                                     | Saoirse Ronan, Diane Kruger, William Hurt | Statele Unite ale Americii                                                                                 | Romantic                               |
| Iron Man 3                                                          | Shane Black                                       | Robert Downey, Jr., Gwyneth Paltrow, Don Cheadle, Guy Pearce, Ben Kingsley | Statele Unite ale Americii                                                                                 | Superhero                              |
| Krrish 3                                                            | Rakesh Roshan                                     | Hritik Roshan, Vivek oberoi, Priyanka | India |                                        |
| The Last Days on Mars                                               | Ruairí Robinson                                   | Liev Schreiber, Romola Garai, Elias Koteas | Republica Irlanda · Regatul Unit al Marii Britanii și al Irlandei de Nord                                  | Thriller                               |
| Man of Steel                                                        | Zack Snyder                                       | Henry Cavill, Amy Adams, Michael Shannon | Statele Unite ale Americii · Regatul Unit al Marii Britanii și al Irlandei de Nord                         | Superhero                              |
| Oblivion                                                            | Joseph Kosinski                                   | Tom Cruise, Andrea Riseborough, Olga Kurylenko, Morgan Freeman | Statele Unite ale Americii                                                                                 | Postapocaliptic                        |
| Pacific Rim                                                         | Guillermo del Toro                                | Idris Elba, Charlie Day, Charlie Hunnam | Statele Unite ale Americii                                                                                 | Monster                                |
| The Purge                                                           | James DeMonaco                                    | Lena Headey, Ethan Hawke | Statele Unite ale Americii                                                                                 | Thriller                               |
| Riddick                                                             | David Twohy                                       | Vin Diesel, Katee Sackhoff, Karl Urban | Statele Unite ale Americii                                                                                 | [ 13 ]                                 |
| Snowpiercer                                                         | Bong Joon-ho                                      | Chris Evans, Song Kang-ho, Jamie Bell, Tilda Swinton, John Hurt, Ed Harris | Coreea de Sud · Statele Unite ale Americii · Franța                                                        | Acțiune Thriller                       |
| Space Pirate Captain Harlock                                        | Shinji Aramaki                                    | | Japonia |                                        |
| Star Trek Into Darkness                                             | J.J. Abrams                                       | Chris Pine, Zachary Quinto, Zoe Saldana | Statele Unite ale Americii                                                                                 | Acțiune                                |
| Thor: The Dark World                                                | Alan Taylor                                       | Chris Hemsworth, Natalie Portman, Tom Hiddleston | Statele Unite ale Americii                                                                                 | Superhero                              |
| The Wolverine                                                       | James Mangold                                     | Hugh Jackman, Will Yun Lee | Statele Unite ale Americii                                                                                 | Superhero                              |
| World War Z                                                         | Marc Forster                                      | Brad Pitt, Mireille Enos, James Badge Dale | Statele Unite ale Americii                                                                                 | Postapocaliptic Groază                 |
| The World's End                                                     | Edgar Wright                                      | Simon Pegg, Nick Frost, Martin Freeman | Regatul Unit al Marii Britanii și al Irlandei de Nord · Statele Unite ale Americii · Japonia               | Comedy                                 |
| The Zero Theorem                                                    | Terry Gilliam                                     | Christoph Waltz, Mélanie Thierry | Regatul Unit al Marii Britanii și al Irlandei de Nord · România · Franța                                   | Drama, Fantasy                         |
| 2014                                                                |                                                   | | |                                        |
| Titlu                                                               | Regizor                                           | Distribuția | Țara | Sub-gen/Note                           |
| The Amazing Spider-Man 2                                            | Marc Webb                                         | Andrew Garfield, Emma Stone, Jamie Foxx | Statele Unite ale Americii                                                                                 | Superhero                              |
| The Anomaly                                                         | Noel Clarke                                       | Noel Clarke, Ian Somerhalder, Brian Cox | Regatul Unit al Marii Britanii și al Irlandei de Nord                                                      |                                        |
| Armor Hero Atlas                                                    | Zheng Guowei                                      | Xu Feng, Cao Xiyue, Kenny Zeng | Republica Populară Chineză                                                                                 | Science fiction action                 |
| Autómata                                                            | Gabe Ibáñez                                       | Antonio Banderas, Melanie Griffith, Dylan McDermott | Spania · Statele Unite ale Americii                                                                        |                                        |
| Beyond                                                              | Joseph Baker and Tom Large                        | Richard J. Danum, Gillian MacGregor, Paul Brannigan | Regatul Unit al Marii Britanii și al Irlandei de Nord                                                      | Independent psychological drama        |
| Big Hero 6                                                          | Don Hall                                          | Ryan Potter (voice), Scott Adsit (voice), Jamie Chung (voice), Damon Wayans Jr. (voice), Genesis Rodriguez (voice), T. J. Miller (voice)                                                | Statele Unite ale Americii                                                                                 | Animation                              |
| Bodacious Space Pirates: Abyss of Hyperspace                        | Tatsuo Satō                                       | | Japonia |                                        |
| Bugs                                                                | Yan Jia                                           | Xia Zitong, Zhang Zilin, Eric Wang | Republica Populară Chineză                                                                                 | Science fiction disaster thriller      |
| Calculator                                                          | Dmitriy Grachev                                   | Evgeniy Mironov, Vinnie Jones | Rusia | [ 18 ]                                 |
| Captain America: The Winter Soldier                                 | Russo brothers                                    | Chris Evans, Scarlett Johansson, Anthony Mackie, Emily VanCamp | Statele Unite ale Americii                                                                                 | Superhero                              |
| Christmas Icetastrophe                                              | Jonathan Winfrey                                  | Victor Webster, Jennifer Spence | Statele Unite ale Americii                                                                                 | Television film                        |
| Coherence                                                           | James Ward Byrkit                                 | Emily Baldoni, Maury Sterling, Nicholas Brendon | Statele Unite ale Americii                                                                                 |                                        |
| Dawn of the Planet of the Apes                                      | Matt Reeves                                       | Jason Clarke, Kodi Smit-McPhee, Andy Serkis | Statele Unite ale Americii                                                                                 |                                        |
| The Device                                                          | Jeremy Berg                                       | Kate Alden, Angela DiMarco, Lorraine Montez | Statele Unite ale Americii                                                                                 | [ 20 ]                                 |
| Divergent                                                           | Neil Burger                                       | Shailene Woodley, Theo James, Ansel Elgort | Statele Unite ale Americii                                                                                 |                                        |
| Earth to Echo                                                       | Dave Green                                        | | Statele Unite ale Americii                                                                                 |                                        |
| Edge of Tomorrow                                                    | Doug Liman                                        | Tom Cruise, Emily Blunt, Bill Paxton | Australia · Statele Unite ale Americii                                                                     | Time travel action                     |
| Ejecta                                                              | Chad Archibald, Matt Wiele                        | Lisa Houle, Julian Richings, Adam Seybold | Canada |                                        |
| Expelled from Paradise                                              | Seiji Mizushima                                   | Rie Kugimiya (voice), Shin-ichiro Miki (voice), Hiroshi Kamiya (voice) | Japonia | Anime film                             |
| The Giver                                                           | Phillip Noyce                                     | Brenton Thwaites, Jeff Bridges, Meryl Streep, Taylor Swift | Statele Unite ale Americii                                                                                 |                                        |
| Die Gstettensaga: The Rise of Echsenfriedl                          | Johannes Grenzfurthner                            | Lukas Tagwerker, Sophia Grabner, Jeff Ricketts | Austria | Post-apocalyptic art house comedy      |
| Godzilla                                                            | Gareth Edwards                                    | Aaron Johnson, Elizabeth Olsen, Bryan Cranston | Japonia · Statele Unite ale Americii                                                                       | Monster movie                          |
| Guardians of the Galaxy                                             | James Gunn                                        | Chris Pratt, Dave Bautista, Zoe Saldana | Statele Unite ale Americii                                                                                 | Superhero                              |
| The Hunger Games: Mockingjay – Part 1                               | Francis Lawrence                                  | Jennifer Lawrence, Josh Hutcherson, Liam Hemsworth | Statele Unite ale Americii                                                                                 | Young adult dystopia                   |
| Interstellar                                                        | Christopher Nolan                                 | Matthew McConaughey, Anne Hathaway, Topher Grace, Michael Caine | Regatul Unit al Marii Britanii și al Irlandei de Nord · Statele Unite ale Americii                         | Action drama                           |
| Justice League: War                                                 | Jay Oliva                                         | Alan Tudyk, Shemar Moore, Steve Blum | Statele Unite ale Americii                                                                                 | Animated superhero film                |
| Lucy                                                                | Luc Besson                                        | Scarlett Johansson, Morgan Freeman | Franța | Posthuman                              |
| The Maze Runner                                                     | Wes Ball                                          | Dylan O'Brien, Will Poulter, Thomas Sangster, Aml Ameen | Statele Unite ale Americii                                                                                 | Young adult action                     |
| Outpost 37                                                          | Jabbar Raisani                                    | Kenneth Fok, Stevel Marc, Joe Reegan | Africa de Sud · Regatul Unit al Marii Britanii și al Irlandei de Nord                                      | Action thriller                        |
| Mr. Peabody & Sherman                                               | Rob Minkoff                                       | Ty Burrell, Max Charles | Statele Unite ale Americii                                                                                 |                                        |
| Parasyte: Part 1                                                    | Takashi Yamazaki                                  | | Japonia | Horror                                 |
| Predestination                                                      | Peter Spierig, Michael Spierig                    | Ethan Hawke | Australia                                                                                                  | Time travel                            |
| The Purge: Anarchy                                                  | James DeMonaco                                    | Frank Grillo, Carmen Ejogo | Statele Unite ale Americii                                                                                 | Dystopian thriller                     |
| The Quiet Hour                                                      | Stéphanie Joalland                                | Karl Davies, Brigitte Millar, Dakota Blue Richards | Republica Irlanda · Regatul Unit al Marii Britanii și al Irlandei de Nord                                  | [ 23 ]                                 |
| RoboCop                                                             | José Padilha                                      | Joel Kinnaman, Gary Oldman, Michael Keaton, Samuel L. Jackson | Statele Unite ale Americii                                                                                 | Cyberpunk action                       |
| The Signal                                                          | William Eubank                                    | Brenton Thwaites, Olivia Cooke, Laurence Fishburne, Sarah Clarke | Statele Unite ale Americii                                                                                 | Mystery                                |
| Son of Batman                                                       | Ethan Spaulding                                   | Jason O'Mara, Thomas Gibson, Stuart Allan | Statele Unite ale Americii                                                                                 | Animated superhero film                |
| Space Station 76                                                    | Jack Plotnick                                     | Patrick Wilson, Liv Tyler, Matt Bomer | Statele Unite ale Americii                                                                                 | Retro comedy                           |
| Teenage Mutant Ninja Turtles                                        | Jonathan Liebesman                                | Megan Fox, Will Arnett, William Fichtner, Whoopi Goldberg | Statele Unite ale Americii                                                                                 | Action comedy                          |
| Time Lapse                                                          | Bradley D. King                                   | Danielle Panabaker, Matt O'Leary, George Finn | Statele Unite ale Americii                                                                                 | Thriller                               |
| Transcendence                                                       | Wally Pfister                                     | Johnny Depp, Paul Bettany, Rebecca Hall | Statele Unite ale Americii                                                                                 | Posthuman                              |
| Transformers: Age of Extinction                                     | Michael Bay                                       | Mark Wahlberg, Jack Reynor, Nicola Peltz | Statele Unite ale Americii                                                                                 | Action                                 |
| Space Battleship Yamato 2199: Odyssey of the Celestial Ark          |                                                   | | Japonia | Anime film                             |
| Space Battleship Yamato 2199: A Voyage to Remember                  |                                                   | | Japonia | Anime film                             |
| Spring                                                              | Aaron Scott Moorhead                              | Vanessa Bednar, Nadia Hilker, Lou Taylor Pucci | Statele Unite ale Americii                                                                                 |                                        |
| Under the Skin                                                      | Jonathan Glazer                                   | Scarlett Johansson, Kryštof Hádek, Robert J. Goodwin | Regatul Unit al Marii Britanii și al Irlandei de Nord                                                      | Art film                               |
| X-Men: Days of Future Past                                          | Bryan Singer                                      | Hugh Jackman, James McAvoy, Michael Fassbender, Jennifer Lawrence | Statele Unite ale Americii                                                                                 | Superhero                              |
| 2015                                                                |                                                   | | |                                        |
| Titlu                                                               | Regizor                                           | Distribuția | Țara | Note                                   |
| Aliens: Zone-X                                                      | Thomas R. Dickens                                 | David J. Burke, Chris Harper | Statele Unite ale Americii                                                                                 |                                        |
| Ant-Man                                                             | Peyton Reed                                       | Paul Rudd, Michael Douglas, Evangeline Lilly | Statele Unite ale Americii                                                                                 | Superhero                              |
| Avengers: Age of Ultron                                             | Joss Whedon                                       | Robert Downey Jr., Chris Evans, Scarlett Johansson | Statele Unite ale Americii                                                                                 | Superhero                              |
| Chappie                                                             | Neill Blomkamp                                    | Sharlto Copley, Watkin Tudor Jones, Yolandi Visser | Statele Unite ale Americii                                                                                 |                                        |
| The Divergent Series: Insurgent                                     | Robert Schwentke                                  | Shailene Woodley, Theo James, Ansel Elgort | Statele Unite ale Americii                                                                                 |                                        |
| The End of the World and the Cat's Disappearance                    | Michihiro Takeuchi                                | Izukoneko, Jun Aonami, Daisuke Nishijima | Japonia | [ 25 ]                                 |
| Ex Machina                                                          | Alex Garland                                      | Domhnall Gleeson, Alicia Vikander, Oscar Isaac | Regatul Unit al Marii Britanii și al Irlandei de Nord                                                      | Posthuman                              |
| Fantastic Four                                                      | Josh Trank                                        | Miles Teller, Kate Mara, Michael B. Jordan, Jamie Bell | Statele Unite ale Americii                                                                                 | Superhero                              |
| Ghost in the Shell: The New Movie                                   |                                                   | | Japonia |                                        |
| Hardcore Henry                                                      | Ilya Naishuller                                   | Sharlto Copley, Tim Roth, Haley Bennett | Rusia · Statele Unite ale Americii                                                                         | Action adventure                       |
| The Hunger Games: Mockingjay – Part 2                               | Francis Lawrence                                  | Jennifer Lawrence, Josh Hutcherson, Liam Hemsworth | Statele Unite ale Americii                                                                                 |                                        |
| Infini                                                              | Shane Abbess                                      | Daniel MacPherson, Grace Huang, Luke Hemsworth | Australia                                                                                                  |                                        |
| Jupiter Ascending                                                   | The Wachowskis                                    | Mila Kunis, Channing Tatum, Sean Bean, Eddie Redmayne | Statele Unite ale Americii                                                                                 | Space opera                            |
| Jurassic World                                                      | Colin Trevorrow                                   | Chris Pratt, Bryce Dallas Howard, Ty Simpkins, Nick Robinson | Statele Unite ale Americii                                                                                 |                                        |
| Kung Fury                                                           | David Sandberg                                    | David Sandberg, Jorma Taccone, Leopold Nilsson | Suedia | Short film                             |
| Mad Max: Fury Road                                                  | George Miller                                     | Tom Hardy, Charlize Theron, Nicholas Hoult | Australia · Statele Unite ale Americii                                                                     | Post-apocalyptic action                |
| The Martian                                                         | Ridley Scott                                      | Matt Damon, Jessica Chastain, Jeff Daniels | Statele Unite ale Americii                                                                                 | Survival drama                         |
| Maze Runner: The Scorch Trials                                      | Wes Ball                                          | Dylan O'Brien, Thomas Brodie-Sangster, Giancarlo Esposito | Statele Unite ale Americii                                                                                 |                                        |
| Monsters: Dark Continent                                            | Tom Green                                         | Joe Dempsie, Johnny Harris, Sofia Boutella | Regatul Unit al Marii Britanii și al Irlandei de Nord                                                      | Monster movie                          |
| On Line                                                             | Li Changxin                                       | Liu Mengmeng, Li Ning, Kang Enhe | Republica Populară Chineză                                                                                 | Action                                 |
| Pixels                                                              | Chris Columbus                                    | Adam Sandler, Kevin James, Michelle Monaghan, Peter Dinklage | Statele Unite ale Americii                                                                                 | Action comedy                          |
| Project Almanac                                                     | Dean Israelite                                    | Jonny Weston, Sofia Black D'Elia, Amy Landecker | Statele Unite ale Americii                                                                                 |                                        |
| Psycho-Pass: The Movie                                              | Naoyoshi Shiotani                                 | | Japonia | Anime film                             |
| Self/less                                                           | Tarsem Singh                                      | Ryan Reynolds, Ben Kingsley | Statele Unite ale Americii                                                                                 | Mystery thriller                       |
| Star Wars: The Force Awakens                                        | J. J. Abrams                                      | Adam Driver, Daisy Ridley, John Boyega, Oscar Isaac | Statele Unite ale Americii                                                                                 | Space opera                            |
| Terminator Genisys                                                  | Alan Taylor                                       | Arnold Schwarzenegger, Jason Clarke, Emilia Clarke, Jai Courtney | Statele Unite ale Americii                                                                                 | Time travel action                     |
| Tomorrowland                                                        | Brad Bird                                         | Britt Robertson, George Clooney | Statele Unite ale Americii                                                                                 |                                        |
| Vice                                                                | Brian A. Miller                                   | Bruce Willis, Thomas Jane, Ambyr Childers | Statele Unite ale Americii                                                                                 |                                        |
| 2016                                                                |                                                   | | |                                        |
| Titlu                                                               | Regizor                                           | Distribuția | Țara | Note                                   |
| The 5th Wave                                                        | J Blakeson                                        | Chloë Grace Moretz, Nick Robinson, Alex Roe, Liev Schreiber | Statele Unite ale Americii                                                                                 |                                        |
| 10 Cloverfield Lane                                                 | Dan Trachtenberg                                  | Mary Elizabeth Winstead, John Goodman, John Gallagher Jr., Bradley Cooper | Statele Unite ale Americii                                                                                 | Psychological thriller                 |
| 24                                                                  | Vikram Kumar                                      | Suriya, Samantha Ruth Prabhu | India | Time Travel                            |
| Approaching the Unknown                                             | Mark Elijah Rosenberg                             | Mark Strong, Luke Wilson, Sanaa Lathan | Statele Unite ale Americii                                                                                 |                                        |
| Arrival                                                             | Denis Villeneuve                                  | Amy Adams, Jeremy Renner, Forest Whitaker | Statele Unite ale Americii                                                                                 |                                        |
| Batman v Superman: Dawn of Justice                                  | Zack Snyder                                       | Henry Cavill, Ben Affleck, Amy Adams, Laurence Fishburne, Gal Gadot | Statele Unite ale Americii                                                                                 | Superhero                              |
| Captain America: Civil War                                          | Russo brothers                                    | Chris Evans, Robert Downey Jr., Scarlett Johansson | Statele Unite ale Americii                                                                                 | Superhero                              |
| Cell                                                                | Tod Williams                                      | John Cusack, Stacy Keach, Samuel L. Jackson | Statele Unite ale Americii                                                                                 |                                        |
| Colossal                                                            | Nacho Vigalondo                                   | Anne Hathaway, Dan Stevens, Jason Sudeikis, Austin Stowell, Tim Blake Nelson | Canada · Spania                                                                                            |                                        |
| The Divergent Series: Allegiant                                     | Robert Schwentke                                  | Shailene Woodley, Theo James | Statele Unite ale Americii                                                                                 |                                        |
| Doctor Strange                                                      | Scott Derrickson                                  | Benedict Cumberbatch, Chiwetel Ejiofor, Tilda Swinton | Statele Unite ale Americii                                                                                 |                                        |
| The Girl with All the Gifts                                         | Colm McCarthy                                     | Gemma Arterton, Paddy Considine, Glenn Close | Regatul Unit al Marii Britanii și al Irlandei de Nord                                                      |                                        |
| Independence Day: Resurgence                                        | Roland Emmerich                                   | Liam Hemsworth, Jessie Usher, Jeff Goldblum | Statele Unite ale Americii                                                                                 | Disaster film                          |
| Max Steel                                                           | Stewart Hendler                                   | Ben Winchell, Ana Villafañe, Andy García | Statele Unite ale Americii                                                                                 |                                        |
| Midnight Special                                                    | Jeff Nichols                                      | Michael Shannon, Joel Edgerton, Kirsten Dunst | Statele Unite ale Americii                                                                                 | Supernatural drama                     |
| Morgan                                                              | Luke Scott                                        | Kate Mara, Anya Taylor-Joy, Paul Giamatti | Statele Unite ale Americii                                                                                 |                                        |
| The Purge: Election Year                                            | James DeMonaco                                    | Frank Grillo, Elizabeth Mitchell, Mykelti Williamson | Statele Unite ale Americii                                                                                 | Dystopian thriller                     |
| Passengers                                                          | Morten Tyldum                                     | Jennifer Lawrence, Chris Pratt, Michael Sheen | Statele Unite ale Americii                                                                                 | Romantic drama                         |
| Ratchet & Clank                                                     | Kevin Munroe                                      | James Arnold Taylor, David Kaye, Paul Giamatti, John Goodman | Statele Unite ale Americii                                                                                 | Animated action comedy                 |
| Rogue One                                                           | Gareth Edwards                                    | Felicity Jones, Diego Luna, Riz Ahmed | Statele Unite ale Americii                                                                                 | Space opera                            |
| Rupture                                                             | Steven Shainberg                                  | Noomi Rapace, Peter Stormare, Kerry Bishé | Statele Unite ale Americii · Canada                                                                        |                                        |
| Shin Godzilla                                                       | Hideaki Anno, Shinji Higuchi                      | Hiroki Hasegawa, Yutaka Takenouchi, Satomi Ishihara | Japonia | Monster movie                          |
| Spectral                                                            | Nic Mathieu                                       | James Badge Dale, Max Martini, Emily Mortimer, Bruce Greenwood | Statele Unite ale Americii                                                                                 | Military science fiction               |
| Star Trek Beyond                                                    | Justin Lin                                        | Chris Pine, Idris Elba, Zachary Quinto, Zoe Saldana | Statele Unite ale Americii                                                                                 | Action adventure                       |
| Teenage Mutant Ninja Turtles: Out of the Shadows                    | Dave Green                                        | Megan Fox, Stephen Amell, Will Arnett, Tyler Perry, Laura Linney | Statele Unite ale Americii                                                                                 | Action comedy                          |
| Terra Formars                                                       | Takashi Miike                                     | | Japonia | Action horror                          |
| X-Men: Apocalypse                                                   | Bryan Singer                                      | James McAvoy, Michael Fassbender, Jennifer Lawrence, Oscar Isaac | Statele Unite ale Americii                                                                                 | Superhero                              |
| 2017                                                                |                                                   | | |                                        |
| Titlu                                                               | Regizor                                           | Distribuția | Țara | Note                                   |
| 24 Hours to Live                                                    | Brain Smrz                                        | Ethan Hawke, Xu Qing, Paul Anderson | , | Action thriller                        |
| Alien: Covenant                                                     | Ridley Scott                                      | Michael Fassbender, Katherine Waterston | Regatul Unit al Marii Britanii și al Irlandei de Nord · Statele Unite ale Americii                         |                                        |
| Attraction                                                          | Fyodor Bondarchuk                                 | | Rusia |                                        |
| Beyond Skyline                                                      | Liam O'Donnell                                    | Frank Grillo, Bojana Novakovic, Iko Uwais | Statele Unite ale Americii                                                                                 |                                        |
| Blade Runner 2049                                                   | Denis Villeneuve                                  | Harrison Ford, Ryan Gosling, Robin Wright, Dave Bautista, Ana de Armas | Statele Unite ale Americii                                                                                 |                                        |
| Blame!                                                              | Hiroyuki Seshita                                  | | Japonia |                                        |
| Bokeh                                                               | Geoffrey Orthwein, Andrew Sullivan                | Maika Monroe, Matt O'Leary, Arnar Jónsson | Statele Unite ale Americii                                                                                 | Drama                                  |
| The Circle                                                          | James Ponsoldt                                    | Tom Hanks, Emma Watson, Patton Oswalt | Statele Unite ale Americii                                                                                 |                                        |
| Despicable Me 3                                                     | Pierre Coffin, Kyle Balda                         | Steve Carell | Statele Unite ale Americii                                                                                 |                                        |
| Downsizing                                                          | Alexander Payne                                   | Matt Damon, Christoph Waltz | Statele Unite ale Americii                                                                                 | Comedy-drama                           |
| Geostorm                                                            | Dean Devlin                                       | Gerard Butler, Abbie Cornish | Statele Unite ale Americii                                                                                 | Disaster film                          |
| Ghost in the Shell                                                  | Rupert Sanders                                    | Scarlett Johansson, Pilou Asbæk | Statele Unite ale Americii                                                                                 | 1995 anime remake                      |
| Godzilla: Planet of the Monsters                                    | Kōbun Shizuno Hiroyuki Seshita                    | | Japonia |                                        |
| Guardians of the Galaxy Vol. 2                                      | James Gunn                                        | Chris Pratt, Dave Bautista, Zoe Saldana | Statele Unite ale Americii                                                                                 | Superhero                              |
| How to Talk to Girls at Parties                                     | John Cameron Mitchell                             | Elle Fanning, Alex Sharp, Nicole Kidman, Ruth Wilson, Matt Lucas | Regatul Unit al Marii Britanii și al Irlandei de Nord · Statele Unite ale Americii                         | Romantic comedy                        |
| Kill Switch                                                         | Tim Smit                                          | Dan Stevens, Bérénice Marlohe, Tygo Gernandt, Charity Wakefield, Bas Keijzer, Mike Libanon, Mike Reus                                                                                   | Statele Unite ale Americii                                                                                 |                                        |
| Justice League                                                      | Zack Snyder                                       | Henry Cavill, Ben Affleck, Gal Gadot, Jason Momoa, Ezra Miller, Ray Fisher | Statele Unite ale Americii                                                                                 |                                        |
| The Last Scout                                                      | Simon Phillips                                    | Blaine Grey, Simon Phillips, Peter Woodward | Regatul Unit al Marii Britanii și al Irlandei de Nord                                                      | [ 28 ]                                 |
| Life                                                                | Daniel Espinosa                                   | Ryan Reynolds, Rebecca Ferguson, Jake Gyllenhaal, Hiroyuki Sanada | Statele Unite ale Americii                                                                                 | Horror thriller                        |
| Logan                                                               | James Mangold                                     | Hugh Jackman, Patrick Stewart, Dafne Keen | Statele Unite ale Americii                                                                                 | Superhero drama                        |
| OtherLife                                                           | Ben C. Lucas                                      | Jessica De Gouw, T.J. Power, Thomas Cocquerel, Clarence Ryan, Tiriel Mora, Adriane Daff                                                                                                 | Australia                                                                                                  | Thriller                               |
| Power Rangers                                                       | Dean Israelite                                    | Naomi Scott, Becky G, RJ Cyler, Dacre Montgomery, Ludi Lin | Statele Unite ale Americii                                                                                 | Superhero Coming-of-age                |
| The Recall                                                          | Mauro Borrelli                                    | Wesley Snipes, RJ Mitte | Statele Unite ale Americii · Canada                                                                        |                                        |
| Resident Evil: The Final Chapter                                    | Paul W. S. Anderson                               | Milla Jovovich, Ali Larter, Shawn Roberts | Statele Unite ale Americii · Franța                                                                        | Horror action                          |
| Revolt                                                              | Joe Miale                                         | Lee Pace, Bérénice Marlohe | Statele Unite ale Americii                                                                                 |                                        |
| The Space Between Us                                                | Peter Chelsom                                     | Asa Butterfield, Britt Robertson, Gary Oldman | Statele Unite ale Americii                                                                                 | Romantic drama                         |
| Star Wars: The Last Jedi                                            | Rian Johnson                                      | Adam Driver, Daisy Ridley, John Boyega, Oscar Isaac | Statele Unite ale Americii                                                                                 | Space opera                            |
| Thor: Ragnarok                                                      | Taika Waititi                                     | Chris Hemsworth, Tom Hiddleston, Cate Blanchett | Statele Unite ale Americii                                                                                 | Superhero                              |
| Transformers: The Last Knight                                       | Michael Bay                                       | Mark Wahlberg, Isabela Moner, Josh Duhamel, Tyrese Gibson | Statele Unite ale Americii                                                                                 | Action                                 |
| Valerian and the City of a Thousand Planets                         | Luc Besson                                        | Dane DeHaan, Cara Delevingne, Clive Owen, Rihanna, Ethan Hawke | Franța |                                        |
| War for the Planet of the Apes                                      | Matt Reeves                                       | Andy Serkis, Steve Zahn, Woody Harrelson | Statele Unite ale Americii                                                                                 |                                        |
| What Happened to Monday                                             | Tommy Wirkola                                     | Noomi Rapace, Willem Dafoe, Glenn Close | Regatul Unit al Marii Britanii și al Irlandei de Nord · Statele Unite ale Americii · Franța · Belgia       |                                        |
| 2018                                                                |                                                   | | |                                        |
| Titlu                                                               | Regizor                                           | Distribuția | Țara | Note                                   |
| 2.0                                                                 | S. Shankar                                        | Rajinikanth, Amy Jackson | India |                                        |
| Annihilation                                                        | Alex Garland                                      | Natalie Portman, Jennifer Jason Leigh, Tessa Thompson | Statele Unite ale Americii                                                                                 |                                        |
| Anon                                                                | Andrew Niccol                                     | Clive Owen, Amanda Seyfried | Statele Unite ale Americii                                                                                 |                                        |
| Ant-Man and the Wasp                                                | Peyton Reed                                       | Paul Rudd, Evangeline Lilly, Michael Douglas | Statele Unite ale Americii                                                                                 |                                        |
| Avengers: Infinity War                                              | Russo brothers                                    | Robert Downey Jr., Josh Brolin, Chris Evans, Scarlett Johansson | Statele Unite ale Americii                                                                                 |                                        |
| Black Panther                                                       | Ryan Coogler                                      | Chadwick Boseman, Lupita Nyong'o, Michael B. Jordan | Statele Unite ale Americii                                                                                 | [ 29 ]                                 |
| Bumblebee                                                           | Travis Knight                                     | Hailee Steinfeld, John Cena | Statele Unite ale Americii                                                                                 |                                        |
| The Cloverfield Paradox                                             | Julius Onah                                       | David Oyelowo, Gugu Mbatha-Raw | Statele Unite ale Americii                                                                                 |                                        |
| Deadpool 2                                                          | David Leitch                                      | Ryan Reynolds, Josh Brolin | Statele Unite ale Americii                                                                                 |                                        |
| Extinction                                                          | Ben Young                                         | Michael Peña, Lizzy Caplan | Statele Unite ale Americii                                                                                 |                                        |
| The First Purge                                                     | Gerard McMurray                                   | | Statele Unite ale Americii                                                                                 |                                        |
| Godzilla: City on the Edge of Battle                                | Kōbun Shizuno, Hiroyuki Seshita                   | | Japonia |                                        |
| Godzilla: The Planet Eater                                          | Kōbun Shizuno, Hiroyuki Seshita                   | | Japonia |                                        |
| Hotel Artemis                                                       | Drew Pearce                                       | Jodie Foster, Sterling K. Brown, Sofia Boutella, Jeff Goldblum | Statele Unite ale Americii                                                                                 |                                        |
| High Life                                                           | Claire Denis                                      | Robert Pattinson, Mia Goth, Juliette Binoche | Regatul Unit al Marii Britanii și al Irlandei de Nord · Franța · Germania                                  |                                        |
| The Humanity Bureau                                                 | Rob W. King                                       | Nicolas Cage, Sarah Lind | Canada |                                        |
| Jurassic World: Fallen Kingdom                                      | Juan Antonio Bayona                               | Chris Pratt, Bryce Dallas Howard | Statele Unite ale Americii                                                                                 |                                        |
| Kin                                                                 | Jonathan Baker, Josh Baker                        | Jack Reynor, James Franco | Statele Unite ale Americii                                                                                 |                                        |
| Maze Runner: The Death Cure                                         | Wes Ball                                          | Dylan O'Brien | Statele Unite ale Americii                                                                                 |                                        |
| Mortal Engines                                                      | Christian Rivers                                  | Robert Sheehan, Hera Hilmar, Leila George, Ronan Raftery, Hugo Weaving, Stephen Lang | Statele Unite ale Americii                                                                                 |                                        |
| Mute                                                                | Duncan Jones                                      | Alexander Skarsgård, Paul Rudd, Justin Theroux | Regatul Unit al Marii Britanii și al Irlandei de Nord · Germania                                           |                                        |
| Pacific Rim Uprising                                                | Steven S. DeKnight                                | John Boyega, Cailee Spaeny, Scott Eastwood | Statele Unite ale Americii                                                                                 |                                        |
| The Predator                                                        | Shane Black                                       | Boyd Holbrook, Olivia Munn, Trevante Rhodes | Statele Unite ale Americii                                                                                 |                                        |
| Prospect                                                            | Zeek Earl, Christopher Caldwell                   | Sophie Thatcher, Pedro Pascal | Statele Unite ale Americii                                                                                 |                                        |
| Ready Player One                                                    | Steven Spielberg                                  | Tye Sheridan, Olivia Cooke | Statele Unite ale Americii                                                                                 |                                        |
| Solo: A Star Wars Story                                             | Ron Howard                                        | Alden Ehrenreich, Donald Glover, Emilia Clarke, Woody Harrelson | Statele Unite ale Americii                                                                                 |                                        |
| The Titan                                                           | Lennart Ruff                                      | Sam Worthington, Taylor Schilling | Regatul Unit al Marii Britanii și al Irlandei de Nord · Spania · Statele Unite ale Americii                |                                        |
| Upgrade                                                             | Leigh Whannell                                    | Logan Marshall-Green | Australia                                                                                                  |                                        |
| Venom                                                               | Ruben Fleischer                                   | Tom Hardy, Michelle Williams, Riz Ahmed | Statele Unite ale Americii                                                                                 |                                        |
| 2019                                                                |                                                   | | |                                        |
| Titlu                                                               | Regizor                                           | Distribuția | Țara | Note                                   |
| IO                                                                  | Jonathan Helpert                                  | Margaret Qualley, Anthony Mackie | Statele Unite ale Americii                                                                                 |                                        |
| Iron Sky: The Coming Race                                           | Timo Vuorensola                                   | Julia Dietze, Udo Kier, Tom Green | |                                        |
| Replicas                                                            | Jeffrey Nachmanoff                                | Keanu Reeves, Alice Eve | Statele Unite ale Americii                                                                                 |                                        |
| Short Circuit                                                       | Faisal Hashmi                                     | Dhvanit Thaker, Kinjal Rajpriya | India | Comedy drama                           |
| Ad Astra                                                            | James Gray                                        | Brad Pitt, Tommy Lee Jones | Statele Unite ale Americii                                                                                 | 24 mai 2019                            |
| Alita: Battle Angel                                                 | Robert Rodriguez                                  | Rosa Salazar, Mahershala Ali, Christoph Waltz | Statele Unite ale Americii                                                                                 | 14 februarie 2019                      |
| Avengers: Endgame                                                   | Russo brothers                                    | Robert Downey Jr., Josh Brolin, Chris Evans, Scarlett Johansson | Statele Unite ale Americii                                                                                 | 26 aprilie 2019                        |
| Brightburn                                                          | David Yarovesky                                   | Elizabeth Banks, David Denman | Statele Unite ale Americii                                                                                 | 24 mai 2019                            |
| Captain Marvel                                                      | Anna Boden and Ryan Fleck                         | Brie Larson, Jude Law | Statele Unite ale Americii                                                                                 | 8 martie 2019                          |
| Captive State                                                       | Rupert Wyatt                                      | John Goodman, Vera Farmiga, Ashton Sanders, Jonathan Majors | Statele Unite ale Americii                                                                                 | 29 martie 2019                         |
| Chaos Walking                                                       | Doug Liman                                        | Tom Holland, Daisy Ridley | Statele Unite ale Americii                                                                                 | 1 martie 2019                          |
| Dark Phoenix                                                        | Simon Kinberg                                     | James McAvoy, Michael Fassbender, Jennifer Lawrence | Statele Unite ale Americii                                                                                 | 7 iunie 2019                           |
| Dune                                                                | Denis Villeneuve                                  | Timothée Chalamet, Rebecca Ferguson, Stellan Skarsgård | Statele Unite ale Americii                                                                                 | [ 30 ]                                 |
| Gemini Man                                                          | Ang Lee                                           | Will Smith, Mary Elizabeth Winstead | Statele Unite ale Americii                                                                                 | 4 octombrie 2019                       |
| Godzilla: King of the Monsters                                      | Michael Dougherty                                 | Millie Bobby Brown, Kyle Chandler, Vera Farmiga | Statele Unite ale Americii                                                                                 | 31 mai 2019                            |
| I Am Mother                                                         | Grant Sputore                                     | Clara Rugaard, Rose Byrne, Hilary Swank | Australia                                                                                                  |                                        |
| Men in Black: International                                         | F. Gary Gray                                      | Chris Hemsworth, Tessa Thompson | Statele Unite ale Americii                                                                                 | 14 iunie 2019                          |
| The New Mutants                                                     | Josh Boone                                        | Anya Taylor-Joy, Maisie Williams, Charlie Heaton, Henry Zaga, Blu Hunt | Statele Unite ale Americii                                                                                 | 2 august 2019                          |
| Project Ghazi                                                       | Nadir Shah                                        | Humayun Saeed, Sheheryar Munawar, Syra Shehroz, Adnan Jaffar, Talat Hussain, Amir Qureshi, Nusrat Hidayutullah, Raza Hyder                                                              | Pakistan                                                                                                   | [ 31 ] [ 32 ]                          |
| Star Wars: Episode IX                                               | J. J. Abrams                                      | Adam Driver, Daisy Ridley, John Boyega, Oscar Isaac | Statele Unite ale Americii                                                                                 | 20 decembrie 2019                      |
| Terminator                                                          | Tim Miller                                        | Arnold Schwarzenegger, Linda Hamilton | Statele Unite ale Americii                                                                                 | 1 noiembrie 2019                       |
| The Three-Body Problem                                              | Panpan Zhang                                      | Zhang Jingchu | Republica Populară Chineză                                                                                 | [ 33 ] [ 34 ] [ 35 ]                   |
| Serenity (Calmul dinaintea furtunii)                                | Steven Knight                                     | | Statele Unite ale Americii                                                                                 | 27 ianuarie 2019                       |
| The Wandering Earth                                                 | Frant Gwo                                         | | Republica Populară Chineză                                                                                 | 5 februarie 2019                       |